# Martin Sacks
Martin Sacks, född 16 oktober 1959, är en australisk skådespelare, mest känd för sin roll som PJ Hasham i polisserien Blue Heelers. Sacks ingick i originalensemblen från 1994 och stannade i serien fram till 2005. Kort därefter las serien ner. Sacks har även regisserat ett par avsnitt.